# Sibila Delfică

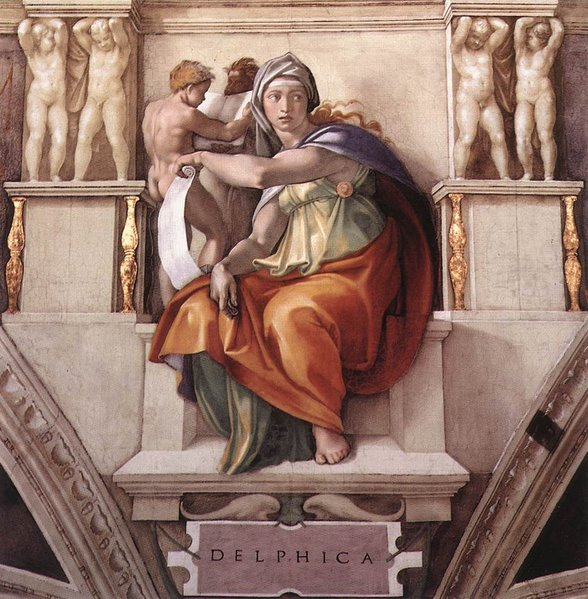
Fresca "Sibila Delfică" de Michelangelo (Vatican, Capela Sixtină)

Sibila Delfică era o personalitate legendară care dezvăluia profeții din partea zeului Apollo la Delfi, la poalele Muntelui Parnassos. Conform unor surse târzii, mama acesteia era Lamia, fiica lui Poseidon. "Sibila Delfică" nu este inclusă în Oracolul din Delphi și trebuie făcută o distincție între ea și Pythia, preoteasa lui Apollo.

## Descriere
Au existat mai multe persoane profetice numite Sibile în lumea greco-romană. Cea mai cunoscută Sibilă este cea de la Cumae. Există multe legende despre Sibila Delfică; una din ele ar indica faptul că ultima ei profeție ar fi nașterea lui Iisus Christos. Pausanias afirmă că (10.14.1 Arhivat în 26 octombrie 2009, la Wayback Machine.) Sibila ar fi fost "născută dintre un bărbat și o zeiță, fiică a monștrilor marini și o nimfă nemuritoare". Alte legende afirmă că ea este fiica sau sora lui Apollo.
Sibila venise din Troia spre Delfi înaintea Războiului Troian, fiind "într-o ceartă cu fratele ei Apollo"; a stat pentru un timp pe Insula Samos, vizitase orașul Claros și insula Delos și a murit în Troia, după ce supraviețuise timp de nouă generații. După moartea ei, se afirmă că ea devenise o voce care încă dezvăluia viitorul învăluit în ghicitori complexe.